# ايفان ريمي
ايفان ريمي (بالإنجليزية: Ivan Raimi)‏ هو كاتب سيناريو وطبيب وممثل أمريكي، ولد في 1956 برويال أوك في الولايات المتحدة.

## أعمال

### أفلام
- (1981) ذا إيفل ديد[3]
- (1992) جيش الظلام
- (2007) سبايدرمان 3[4][5][6]
- (2009) اسحبني إلى الجحيم[7][8]

## وصلات خارجية
- ايفان ريمي على موقع IMDb (الإنجليزية)
- ايفان ريمي على موقع ألو سيني (الفرنسية)
- ايفان ريمي على موقع أول موفي (الإنجليزية)
- ايفان ريمي على موقع قاعدة بيانات الأفلام السويدية (السويدية)
- ايفان ريمي على موقع قاعدة بيانات الفيلم (الإنجليزية)
- ايفان ريمي على موقع كينوبويسك (الروسية)